# 志田有彩
志田有彩（日语：／ Shida Arisa，10月3日—）是一名日本女性聲優，神奈川縣出身，大澤事務所所屬。

## 經歷
Aksent附屬養成所Shine第9期生。曾隸屬於Aksent，至2018年12月31日止。自2019年1月1日起隸屬於大澤事務所。

## 人物
興趣是觀賞電影、欣賞廣告、探訪蛋糕店、觀看體育賽事。特長是聲樂、鋼琴、羽毛球、咖啡拉花。

## 演出作品
※粗體字為主要角色。

### 電視動畫
2011年
- 魔劍姬！（女學生、幼年武）

2014年
- 魔劍姬！通（女學生、幼年武）
- 牙狼〈GARO〉-炎之刻印-（小孩）
- 遊戲王ARC-V（幼年遊矢、幼年遊吾）

2015年
- 鑽石王牌（女學生）
- 火影忍者疾風傳（雨野、大筒木因陀羅〈少年〉）
- Baby Steps ~網球優等生~（女學生）

2017年
- 小魔女學園（阿曼達·歐尼爾[4]）
- 未來卡片 戰鬥夥伴X（螢雪）
- 側車搭檔（片倉真央[5]）

2019年
- 賢者之孫（托爾·馮·弗雷格[6]）
- Otoppe（哈娜比特[7]）
- 叛逆性百萬亞瑟王（便裝亞瑟）
- 拾又之國（男孩子）

2020年
- BNA（莉莎）
- 憂國的莫里亞蒂（女主人）

2023年
- 寶可夢 地平線（柯妮亞[8]、奧利紐、燭光靈）

2024年
- 寶可夢 地平線（恰雷姆）
- 迷宮飯（飛燕[9]）

2025年
- 寶可夢 地平線（火伊布）
- 推理要在晚餐後（桐生院綾華）
- GACHIAKUTA（破壞專家女人）

### 劇場版動畫
2012年
- 劇場版 TIGER & BUNNY -The Beginning-（乘客）
- 劇場版 Blood-C The Last Dark（女學生）

2014年
- 火影忍者劇場版：最終章（天文方）

2015年
- 小魔女學園：魔法遊行（阿曼達·歐尼爾）

2021年
- 劇場版Ottope 爸爸不哭（哈娜比特[10]）

### 網路動畫
2023年
- 鬼武者（吉岡阿宮）

### 遊戲
2012年
- 機戰傭兵V（電腦語音類型2）
- 時光旅行者

2013年
- TIGER & BUNNY 〜HERO'S DAY〜（賈德·康納利[11]）

2015年
- 戰地風雲：強硬路線（カイ・ミン・ダオ）

2016年
- 決勝時刻：無盡戰爭（諾拉·索爾特少佐）

2017年
- 小魔女學園 時空魔法與七大不可思議（阿曼達·歐尼爾[12]）

2018年
- 問答RPG 魔法使與黑貓維茲（[13]）
- 虹彩六號：圍攻行動（フィンカ）

2019年
- Dusk Diver 酉閃町（店長[14]）

2020年
- 小魔女學園 VR 向掃帚星許願（阿曼達·歐尼爾[15]）
- 最後生還者 第II章（女民兵）

2021年
- 搭檔任務 BOND（少年默真、[16]）

2022年
- Dusk Diver 2 崑崙靈動（店長[17]）

2025年
- 達願福神社（コフ～ン）

## 外部連結
- 志田 有彩 - 大沢事務所
- 志田有彩的X（前Twitter）